# Piedmont (Missouri)
Piedmont è un comune degli Stati Uniti d'America, situato nello Stato del Missouri, nella contea di Wayne.